# 연구개발

연구개발의 순환

연구개발(硏究開發) 또는 R&D(Research and development)는 경제 협력 개발 기구에 따르면 "인간, 문화, 사회의 지식을 비롯한 지식을 증강하기 위한 창조적인 일이자 새로운 응용물을 고안하기 위한 지식의 이용"을 가리킨다.
유럽에서는 RTD(research and technological development)로 알려져 있다.
연구개발은 과학적이거나 특정한 기술 개발 지향적이며, 또 간헐적으로 기업, 정부 활동으로 수행되기도 한다.

## 같이 보기
- 과학기술정책
- 기술 시범(Technology demonstration)
- 기술 전략(Technology strategy)
- 기술 혁명(Technological revolution)
- 연구실
- 지식 재산권
- 혁신
- 연구
  - 기초 연구(Basic research)